# Tímea Nagy
Tímea Nagy (ur. 22 sierpnia 1970 w Budapeszcie) – węgierska szpadzistka, dwukrotna mistrzyni olimpijska, wielokrotna medalistka mistrzostw świata i Europy.
Podczas igrzysk olimpijskich w Atlancie w 1996 roku zajęła czwarte miejsce w zawodach drużynowych i piąte w indywidualnych. Na rozgrywanych cztery lata później igrzyskach olimpijskich w Sydney zdobyła złoty medal w turnieju indywidualnym, pokonując w finale Giannę Hablützel-Bürki ze Szwajcarii 15:11. W rywalizacji drużynowej Węgierki ponownie były czwarte. Brała też udział w igrzyskach olimpijskich w Atenach w 2004 roku, gdzie obroniła tytuł mistrzyni olimpijskiej, tym razem w finale pokonując Francuzkę Laurę Flessel-Colovic. W zawodach drużynowych była piąta.
Na mistrzostwach świata w Hawanie w 1992 roku reprezentacja Węgier w składzie: Mariann Horváth, Marina Várkonyi, Tímea Nagy i Zsuzsanna Szőcs wywalczyła złoty medal w zawodach drużynowych. W tej samej konkurencji zdobywała następnie złote medale na mistrzostwach świata w Essen (1993), mistrzostwach świata w Hadze (1995), mistrzostwach świata w Kapsztadzie (1997) i mistrzostwach świata w Seulu (1999) oraz brązowe podczas mistrzostw świata w Nîmes (2001) i mistrzostw świata w Hawanie (2003). Ponadto wywalczyła złoty medal indywidualnie na mistrzostwach świata w Turynie w 2006 roku (pokonując w finale Irinę Embrich z Estonii).
Kilkukrotnie zdobywała także medale mistrzostw Europy, w tym złoty indywidualnie na mistrzostwach Europy w Keszthely w 1995 roku.

## Osiągnięcia
| Rok  | Zawody               | Miasto    | Miejsce | Konkurencja  |
| ---- | -------------------- | --------- | ------- | ------------ |
| 1992 | Mistrzostwa świata   | Hawana    | 1.      | szpada druż. |
| 1993 | Mistrzostwa świata   | Essen     | 1.      | szpada druż. |
| 1995 | Mistrzostwa Europy   | Keszthely | 1.      | szpada       |
| 1995 | Mistrzostwa świata   | Haga      | 1.      | szpada druż. |
| 1997 | Mistrzostwa świata   | Kapsztad  | 1.      | szpada druż. |
| 1999 | Mistrzostwa świata   | Seul      | 1.      | szpada druż. |
| 2000 | Igrzyska olimpijskie | Sydney    | 1.      | szpada       |
| 2001 | Mistrzostwa świata   | Nîmes     | 3.      | szpada druż. |
| 2003 | Mistrzostwa świata   | Hawana    | 3.      | szpada druż. |
| 2004 | Igrzyska olimpijskie | Ateny     | 1.      | szpada       |
| 2006 | Mistrzostwa świata   | Turyn     | 1.      | szpada       |
| 2006 | Mistrzostwa Europy   | Izmir     | 2.      | szpada druż. |
| 2007 | Mistrzostwa Europy   | Gandawa   | 2.      | szpada druż. |